# Gasteruption flavicuspis
Gasteruption flavicuspis är en stekelart som beskrevs av Jean-Jacques Kieffer 1911. Gasteruption flavicuspis ingår i släktet Gasteruption och familjen bisteklar. Inga underarter finns listade i Catalogue of Life.